# NGC 6574
NGC 6574 = NGC 6610 ist eine 12,0 mag helle Balken-Spiralgalaxie mit aktivem Galaxienkern vom Hubble-Typ SBbc im Sternbild Herkules am Nordsternhimmel. Sie ist schätzungsweise 109 Millionen Lichtjahre von der Milchstraße entfernt und hat einen Durchmesser von etwa 45.000 Lichtjahren. Sie gilt als hellstes Mitglied der vier Galaxien umfassenden NGC 6574-Gruppe (LGG 419).
Die Typ-Ic-Supernova SN 2008eb wurde hier beobachtet.
Das Objekt wurde am 9. Juli 1863 von Albert Marth entdeckt. Auf Grund verwirrender Teilinformationen in den Notizen führte die Beobachtung von Édouard Stephan am 13. Juli 1876 unter NGC 6610 zu einem zweiten Eintrag im Katalog.

## NGC 6574-Gruppe (LGG 419)
| Galaxie   | Alternativname | Entfernung/Mio. Lj |
| --------- | -------------- | ------------------ |
| NGC 6570  | PGC 61512      | 109                |
| NGC 6574  | PGC 61536      | 109                |
| PGC 61534 | UGC11141       | 107                |
| PGC 61611 | UGC11168       | 110                |